# Comuna Juravlivka, Simferopol
Juravlivka (în ucraineană Журавлівка) este o comună în raionul Simferopol, Republica Autonomă Crimeea, Ucraina, formată din satele Juravlivka (reședința), Storojeve și Sumske.

## Demografie
Componența lingvistică a comunei Juravlivka
     Rusă (77,46%)
     Ucraineană (10,87%)
     Tătară crimeeană (10,81%)
     Alte limbi (0,16%)
Conform recensământului din 2001, majoritatea populației comunei Juravlivka era vorbitoare de rusă (77,46%), existând în minoritate și vorbitori de ucraineană (10,87%) și tătară crimeeană (10,81%).